# ناحیه بورت، میشیگان
ناحیه بورت (به انگلیسی: Bourret Township) یک منطقهٔ مسکونی در ایالات متحده آمریکا است که در شهرستان گلدوین، میشیگان واقع شده‌است.
 ناحیه بورت ۸۴٫۸ کیلومتر مربع مساحت و ۴۷۱ نفر جمعیت دارد و ۲۳۵ متر بالاتر از سطح دریا واقع شده‌است.